# 埃图·海诺
埃圖·海诺（芬蘭語：Eetu Heino，1988年9月5日—），芬蘭男子羽毛球運動員。弟弟伊卡·海諾同為羽球運動員。

## 簡歷
2013年8月，海诺參加中國廣州舉行的世界羽毛球錦標賽，出戰男子單打項目，在首圈就以0比2（15-21、13-21）負於烏克蘭的德米特罗·扎瓦德斯基出局。
2014年8月，海诺參加丹麥哥本哈根舉行的世界羽毛球錦標賽，出戰男子單打項目。首圈以2-0擊敗意大利選手乔瓦尼·格列柯晉級，但在第二圈就以0比2（9-21、17-21）不敵3號種子、丹麥的简·奥·约根森出局。
2015年8月，海诺參加印尼雅加達舉行的世界羽毛球錦標賽，出戰男子單打項目，首圈就以1比2（22-20、9-21、16-21）不敵愛爾蘭的斯科特·埃文斯出局。
2017年8月，海诺參加蘇格蘭格拉斯哥舉行的世界羽毛球錦標賽，出戰男子單打項目，首圈就以1比2（20-22、21-16、15-21）不敵愛沙尼亞的劳尔·穆斯特出局。

## 主要比賽成績
只列出曾進入準決賽的國際賽事成績：
| 年份   | 賽事             | 公開賽級別 | 項目     | 拍檔        | 成績   |
| ------ | ---------------- | ---------- | -------- | ----------- | ------ |
| 2010年 | 芬蘭羽毛球公開賽 | 國際挑戰賽 | 混合雙打 | Noora Virta | 準決賽 |

| 年份   | 賽事                     | 公開賽級別 | 項目     | 成績   |
| ------ | ------------------------ | ---------- | -------- | ------ |
| 2010年 | 比利時羽毛球國際賽       | 國際挑戰賽 | 男子單打 | 準決賽 |
| 2011年 | 斯洛文尼亞羽毛球國際賽   | 國際系列賽 | 男子單打 | 準決賽 |
| 2013年 | 愛沙尼亞羽毛球國際賽     | 國際系列賽 | 男子單打 | 亞軍   |
| 2013年 | 白夜羽毛球賽             | 國際挑戰賽 | 男子單打 | 冠軍   |
| 2014年 | 歐洲男子羽毛球團體錦標賽 | 其他       | 男子團體 | 季軍   |
| 2014年 | 芬蘭羽毛球國際賽         | 國際系列賽 | 男子單打 | 冠軍   |
| 2015年 | 芬蘭羽毛球公開賽         | 國際挑戰賽 | 男子單打 | 亞軍   |
| 2016年 | 波蘭羽毛球公開賽         | 國際挑戰賽 | 男子單打 | 亞軍   |
| 2017年 | 芬蘭羽毛球公開賽         | 國際挑戰賽 | 男子單打 | 準決賽 |
| 2017年 | 白夜羽毛球賽             | 國際挑戰賽 | 男子單打 | 準決賽 |
| 2018年 | 芬蘭羽毛球公開賽         | 國際挑戰賽 | 男子單打 | 準決賽 |
| 2019年 | 瑞典羽毛球公開賽         | 國際系列賽 | 男子單打 | 準決賽 |
| 2020年 | 瑞典羽毛球公開賽         | 國際系列賽 | 男子單打 | 準決賽 |

| 2007-2017年 | 首要超級賽 | 超級賽 | 黃金大獎賽 | 大獎賽 | 國際挑戰賽 | 國際系列賽 | 未來系列賽 | 其他 |

| 2018-2026年 | 總決賽 | 超級1000賽 | 超級750賽 | 超級500賽 | 超級300賽 | 超級100賽 | 國際挑戰賽 | 國際系列賽 | 未來系列賽 | 其他 |

### 奧運會和世錦賽參賽紀錄
|          | 2011 | 2012 | 2013 | 2014 | 2015 | 2016 | 2017 | 2018 | 2019 |
| -------- | ---- | ---- | ---- | ---- | ---- | ---- | ---- | ---- | ---- |
| 男子單打 | 32強 | －   | 64強 | 32強 | 64強 | －   | 64強 | 64強 | 64強 |